# Moolgarda pedaraki
Moolgarda pedaraki és una espècie de peix de la família dels mugílids i de l'ordre dels mugiliformes.

## Morfologia
- Els mascles poden assolir 60 cm de longitud total.[3][4]

## Reproducció
És ovípar i els ous pelàgics.

## Hàbitat
És un peix marí, de clima subtropical i bentopelàgic.

## Distribució geogràfica
Es troba des de l'Àfrica oriental fins a Knysna (Sud-àfrica) i el Pacífic occidental.

## Observacions
És inofensiu per als humans.